# ココナッツ・ムーン
「ココナッツ・ムーン」は、ふきのとう26枚目のシングル楽曲。1986年10月22日にCBSソニー / Silverlandよりリリース。

## 解説
同年に発売された12枚目のアルバム『星空のページェント』のシングルカットとしてリリースされた。
シングルが発売された当日に「夜のヒットスタジオDELUXE」に出演。ふきのとうが同番組に出演するのは1979年8月に「柿の実色した水曜日」を披露して以来7年ぶりであり、最後の「夜のヒットスタジオ」の出演である。

## 収録曲

### Side A
1. ココナッツ・ムーン（5分9秒）
  - 作詞・作曲:山木康世／編曲:チト河内

### Side B
1. 木の葉が風に（5分8秒）
  - 作詞・作曲:細坪基佳／編曲:チト河内